# Moai Better Blues
Moai Better Blues est le deuxième des cinq épisodes de la compilation de jeux vidéo Sam and Max : Saison 2 développée par Telltale Games vendu d'abord par téléchargement à partir du 10 janvier 2008 sur le portail américain Gametap puis dès le lendemain, le 11 janvier 2008 sur le site du développeur Telltale Games.

## Synopsis
Un portail interdimensionnel (un triangle des Bermudes) s'attaquant à Sybil, les deux policiers freelance, en cherchant à la sauver, vont se retrouver sur l'île de Pâques à devoir sauver l'île de la destruction menacée par une éruption volcanique. Les statues Moaï de l'île vont se retourner vers Sam and Max pour leur demander de l'aide.

## Personnages secondaires rencontrés
- Bosco qui ne vend plus rien depuis le dernier épisode, est toujours persuadé qu'il est la cible d'E.U.X. (T.H.E.M. en anglais) et à même prévu un bunker de protection en cas d'attaque.

- Sybil Pandemik après avoir été attaquée par le portail, fait un pique-nique avec Abe Lincoln sur l'île de Pâques. Mais le pique-nique ne se passe pas aussi bien qu'elle aurait voulu...

- La tête de la statue géante d'Abraham Lincoln semble avoir trouvé un nouveau centre d'intérêt pour une des statuts moaï de l'île, au désespoir de Sybil.

- Stucky a préparé un menu bien spécial qui va s'avérer utile à nos deux compères.

- Flint Paper a trouvé une affaire : il doit surveiller Bosco, chose qu'il fait depuis chez Stucky...

- Les F.L.I.C.S. tiennent toujours le garage près de Stucky's où ils ont créé un jeu révolutionnaire pour eux.

- Jimmy "Deux-dents" a élu domicile dans le robot géant qui avait attaqué Sam and Max la dernière fois. Il y a ouvert le "Rat Store Club"...

- Les statuts Moaï de l'Orage, du Vent et de la Terre" sont les statuts Rano Raraku qui se trouvent sur l'île... Chacune ayant un caractère bien particulier.

- Les bébés Glenn Miller, Jimmy Hoffa, D. B. Cooper, Amelia Earhart et Charles Lindbergh Junior sont tous des personnages historiques disparus présumés morts. Le Triangle des Bermudes étant célèbre pour récupérer des choses perdues, ils se trouvent tous sur l'île sous la forme de bébés, la plupart ayant bu à la Fontaine de Jouvence qui se trouve également sur l'île...

- Les Singes de l'Océan, dans la cave souterraine secrète, vénère un bien étonnant Grand Prêtre...

- Mr Spatule le poisson rouge de Sam and Max, décédé lors de l'épisode précédent, fait un retour surprenant en tant que fantôme...

## Parodies
Tout l'épisode fait référence au triangle des Bermudes et sa manière d'attirer les choses perdues :
- Les bébés représentent tous des personnes présumées disparues et/ou mortes de manière mystérieuse,

- Dans la boite des objets perdus, Sam indique qu'il y a "une version bêta entièrement jouable de Sam and Max: Freelance Police", le jeu annulé par LucasArts,

- Dans la cave souterraine secrète, on peut voir le haut du bunker et le hublot de Lost : Les Disparus ainsi que la fameuse Suite de nombre de Lost : 4 8 15 16 23 42. Sam fait également référence à l'ours polaire de la saison 1,

- Toujours dans la cave, Sam and Max retrouve Lou, leur boule de bowling, utilisée dans Choc Culturel,

- Le titre de l'épisode fait référence à Mo' Better Blues, un film de Spike Lee sorti en 1990.

## Accueil
- Adventure Gamers : 4/5[1]